# 三四郎&Creepy Nuts 成長紀
『三四郎&Creepy Nuts 成長紀』（さんしろう&クリーピーナッツ せいちょうき）は、日本テレビで2021年12月29日の0:29 - 0:54に放送されたバラエティ番組である。

## 出演者

### MC
- 三四郎
- Creepy Nuts

### ゲスト
- きゃりーぱみゅぱみゅ

## ネット局
| 放送対象地域   | 放送局                    | 系列           | 放送日時                   | 遅れ       |
| -------------- | ------------------------- | -------------- | -------------------------- | ---------- |
| 関東広域圏     | 日本テレビ（NTV）         | 日本テレビ系列 | 2021年12月29日 0:29 - 0:54 | 製作局     |
| 岩手県         | テレビ岩手（TVI）         | 日本テレビ系列 | 2021年12月29日 0:29 - 0:54 | 同時ネット |
| 秋田県         | 秋田放送（ABS）           | 日本テレビ系列 | 2021年12月29日 0:29 - 0:54 | 同時ネット |
| 山梨県         | 山梨放送（YBS）           | 日本テレビ系列 | 2021年12月29日 0:29 - 0:54 | 同時ネット |
| 静岡県         | 静岡第一テレビ（SDT）     | 日本テレビ系列 | 2021年12月29日 0:29 - 0:54 | 同時ネット |
| 富山県         | 北日本放送（KNB）         | 日本テレビ系列 | 2021年12月29日 0:29 - 0:54 | 同時ネット |
| 石川県         | テレビ金沢（KTK）         | 日本テレビ系列 | 2021年12月29日 0:29 - 0:54 | 同時ネット |
| 中京広域圏     | 中京テレビ（CTV）         | 日本テレビ系列 | 2021年12月29日 0:29 - 0:54 | 同時ネット |
| 鳥取県・島根県 | 日本海テレビ（NKT）       | 日本テレビ系列 | 2021年12月29日 0:29 - 0:54 | 同時ネット |
| 広島県         | 広島テレビ（HTV）         | 日本テレビ系列 | 2021年12月29日 0:29 - 0:54 | 同時ネット |
| 山口県         | 山口放送（KRY）           | 日本テレビ系列 | 2021年12月29日 0:29 - 0:54 | 同時ネット |
| 香川県・岡山県 | 西日本放送（RNC）         | 日本テレビ系列 | 2021年12月29日 0:29 - 0:54 | 同時ネット |
| 福岡県         | 福岡放送（FBS）           | 日本テレビ系列 | 2021年12月29日 0:29 - 0:54 | 同時ネット |
| 熊本県         | くまもと県民テレビ（KKT） | 日本テレビ系列 | 2021年12月29日 0:29 - 0:54 | 同時ネット |

## スタッフ
- 企画・演出:廣瀬隆太郎
- 製作著作:日本テレビ